# Tockwith Motorsports
Tockwith Motorsports est une écurie anglaise de course automobile.

## Histoire

### Origine et création
L’écurie Tockwith Motorsports est créée en 1970, par le père de Simon Moore. Cet ancien policier, voulant entraîner et former les conducteurs de moins de dix-sept ans, décide en même temps de construire un centre du nom de Tockwith Driving School, sur un ancien terrain d’aviation à Tockwith, dans le North Yorskshire, près de Leeds (Grande-Bretagne). Ce centre, désormais divisé en trois parties, est composé d'une école de pilotage (allant du karting à la voiture, en passant par la moto et même le camion), d'un management de pilote, ainsi qu'une partie compétition. Simon Moore a commencé à courir il y a 30 ans. Il a transmis le virus à toute sa famille (cinq enfants) dont Nigel Moore qui gère dorénavant l’équipe avec lui.

### Programme complet en European Le Mans Series
La livrée de la Ligier JS P217 est a effigie du pétrolier Gulf. Pour le patron de l'écurie, les couleurs bleu et orange de son sponsor son emblématique : « C'est un développement très enthousiasmant pour TMS de porter le bleu et l'orange emblématiques de Gulf à l'occasion des 50 ans de la première participation de Gulf aux 24 Heures du Mans. J'ai grandi en regardant les Ford GT40, les Porsche 917, les Mirage et les McLaren qui portaient les couleurs de Gulf, et nous espérons ajouter notre propre petit chapitre à la longue histoire de Gulf en course automobile ». À Silverstone, la Ligier termine au cinquième rang du classement général.

### Programme partiel en championnat du monde d'endurance FIA

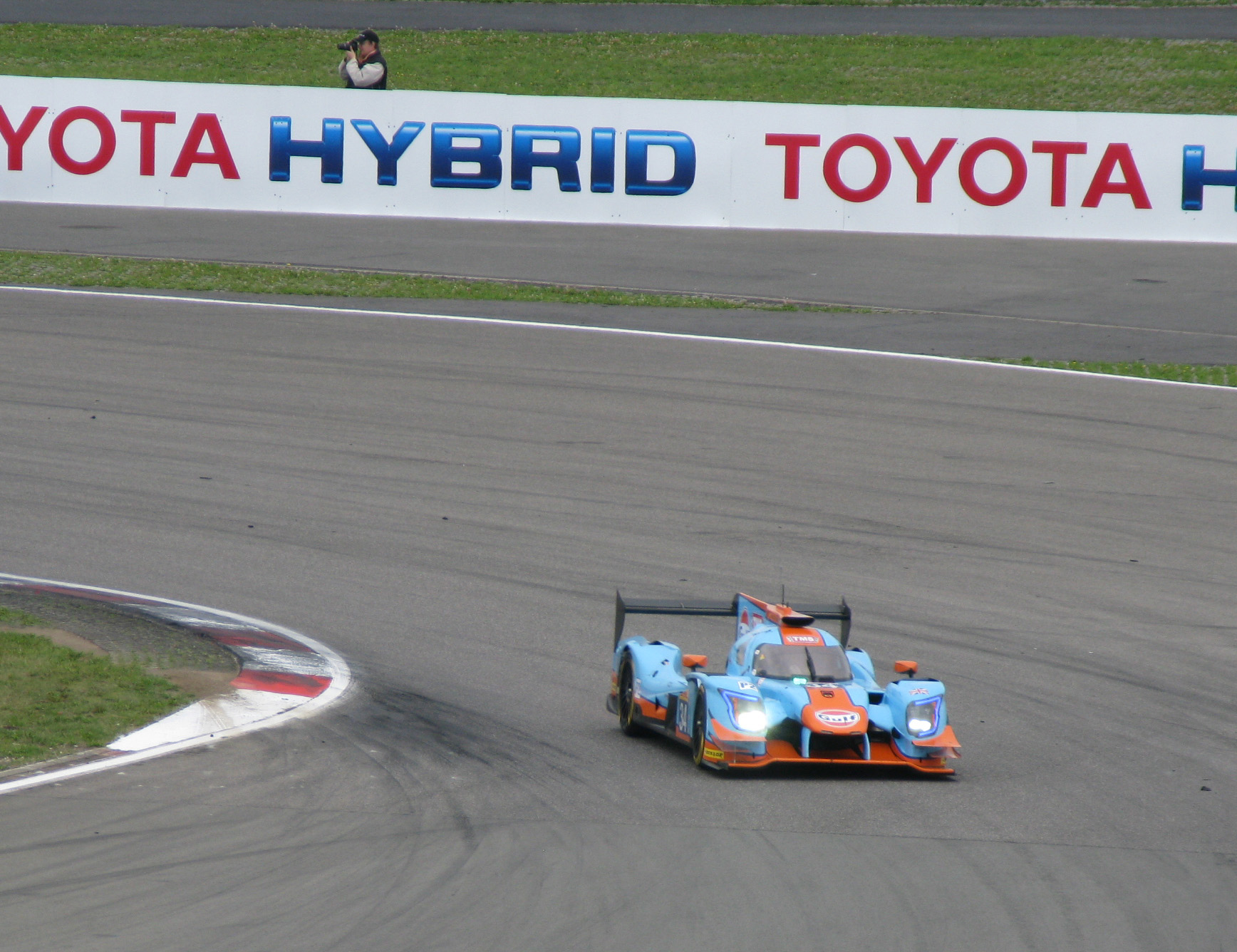
La Ligier JS P217 aux 6 Heures du Nürburgring 2017.

En avril 2017, Tockwith Motorsports annonce l'engagement d'une Ligier JS P217 aux 6 Heures de Spa. Alors que les autres écuries ont toutes choisit d'exploiter l'Oreca 07, l'écurie britannique étant la seule écurie à engager un châssis qui n'est pas une Oreca lors de cette manche. Les pilotes titulaires sont : Nigel Moore, Phil Hanson,. Malgré un engagement complet en European Le Mans Series, et en plus des 24 Heures du Mans, Tockwith Motorsports espère participer à trois autres courses du championnat du monde d'endurance FIA 2017.
En juin, l'écurie participe aux 24 Heures du Mans. L'ancien pilote de Formule 1, Karun Chandhok, rejoint les deux pilotes déjà titulaires. La Ligier se classe à la douzième place du classement général. Faisant notamment de Phil Hanson, à dix-sept ans, le plus jeune pilote de l'histoire de la catégorie LMP2 à terminer dans les dix premiers.

### Fin d'activités
Tockwith Motorsport a dû mettre fin à sa saison 2017 à la suite d'un désaccord entre le pilote Phil Hanson et sa famille et le Tockwith Motorsport. En effet, à la grande surprise de la famille Hanson, une Audi R8 LMS Ultra appartenant à cette même famille est apparue dans un clip du rappeur Honey G sans que celle-ci ai donné son autorisation. De ce fait, Dick Hanson, père de Fils Hanson a mis un terme la relation entre Tockwith Motorsport et la famille Hanson. La Ligier JS P217 appartenant à la famille Hanson, le Tockwith Motorsport n'a pas pu continuer sa saison.

## Résultats en compétition automobile

### Résultats en championnat Michelin Le Mans Cup
| Saison | Écurie               | Châssis     | Moteur | Pneus    | Pilotes                 | Courses disputées | Podiums | Pole positions | Victoires | Points inscrits | Classement |
| ------ | -------------------- | ----------- | ------ | -------- | ----------------------- | ----------------- | ------- | -------------- | --------- | --------------- | ---------- |
| 2016   | Tockwith Motorsports | Audi R8 LMS | Audi   | Michelin | Nigel Moore Phil Hanson | 3                 | 0       | 0              | 0         | 20.5            | 12e        |

### Résultats en championnat Asian Le Mans Series
| Saison    | Écurie               | Châssis      | Moteur              | Pneus    | Pilotes                 | Courses disputées | Podiums | Pole positions | Victoires | Points inscrits | Classement |
| --------- | -------------------- | ------------ | ------------------- | -------- | ----------------------- | ----------------- | ------- | -------------- | --------- | --------------- | ---------- |
| 2016-2017 | Tockwith Motorsports | Ligier JS P3 | Nissan VK50 5.0L V8 | Michelin | Nigel Moore Phil Hanson | 4                 | 3       | 3              | 2         | 77              | 1re        |

### Résultats en European Le Mans Series
| Saison | Écurie               | Châssis        | Moteur                | Pneus    | Pilotes                 | Courses disputées | Podiums | Pole positions | Victoires | Points inscrits | Classement |
| ------ | -------------------- | -------------- | --------------------- | -------- | ----------------------- | ----------------- | ------- | -------------- | --------- | --------------- | ---------- |
| 2016   | Tockwith Motorsports | Ligier JS P3   | Nissan VK50 5.0L V8   | Michelin | Nigel Moore Phil Hanson | 2                 | 0       | 0              | 0         | 9.5             | 16e        |
| 2017   | Tockwith Motorsports | Ligier JS P217 | Gibson GK428 4.2 L V8 | Dunlop   | Nigel Moore Phil Hanson | 3                 | 0       | 0              | 0         | 12.5            |            |

### Résultats en championnat du monde d'endurance FIA
| Saison | Écurie               | Châssis        | Moteur                | Pneus  | Pilotes                                | Courses disputées | Podiums | Pole positions | Victoires | Points inscrits | Classement |
| ------ | -------------------- | -------------- | --------------------- | ------ | -------------------------------------- | ----------------- | ------- | -------------- | --------- | --------------- | ---------- |
| 2017   | Tockwith Motorsports | Ligier JS P217 | Gibson GK428 4.2 L V8 | Dunlop | Nigel Moore Phil Hanson Karun Chandhok | 3                 | 0       | 0              | 0         | 1               |            |